# Pobocze

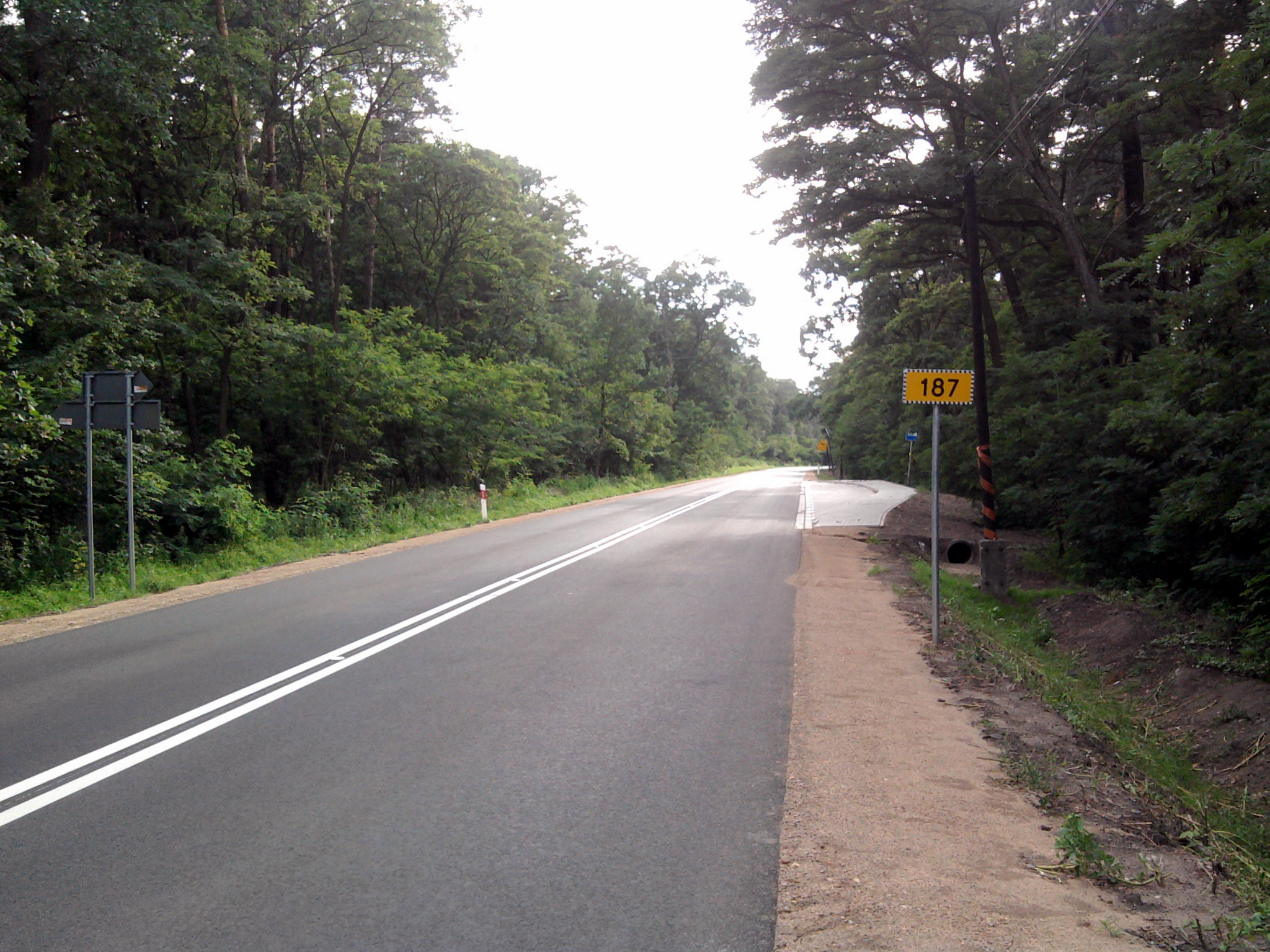
Jezdnia z poboczem gruntowym (droga wojewódzka nr 187)

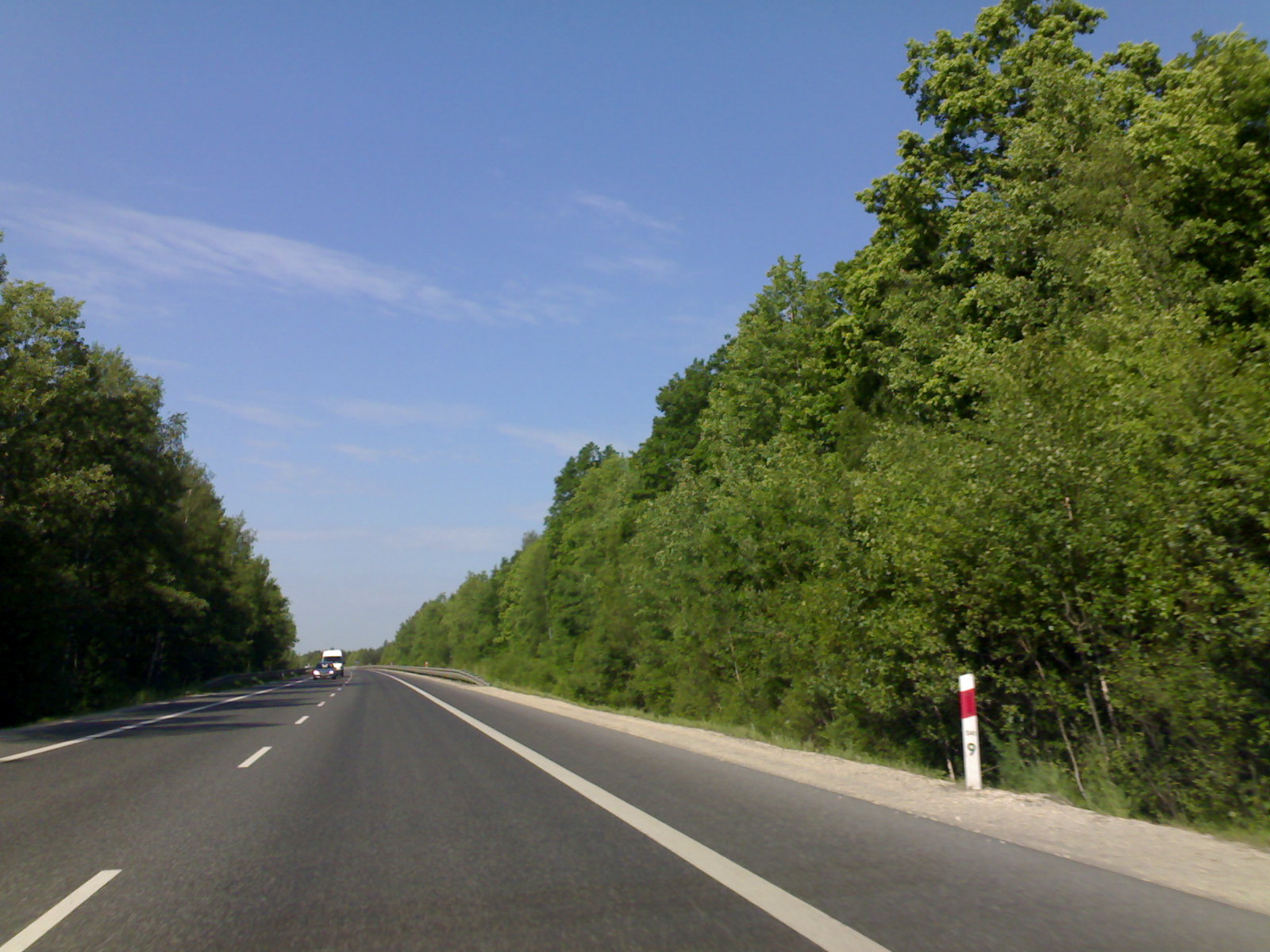
Jezdnia z poboczem utwardzonym (droga ekspresowa S7)

Pobocze – część drogi usytuowana przy jezdni, która może być przeznaczona do ruchu pieszych lub niektórych pojazdów, postoju pojazdów, jazdy wierzchem lub pędzenia zwierząt.
Pobocze wchodzi w skład korony drogi, ma szerokość 0,5-2,5 m (zależnie od klasy drogi).
Wyróżnia się pobocza (stanowiące części pobocza drogowego):
- gruntowe (nieutwardzone),
- utwardzone.

Pobocze gruntowe to obrzeże utwardzonego pobocza, umieszcza się na nim znaki drogowe oraz urządzenia bezpieczeństwa ruchu. Pobocze utwardzone (np. asfaltowe, betonowe) posiada nawierzchnię o nośności wystarczającej do postoju lub ruchu pojazdów, zatem dodatkowo usprawnia ruch drogowy (korzystając z niego, pojazd wolnobieżny może ułatwić wyprzedzanie). Oddziela się je od jezdni za pomocą linii krawędziowej (znaki poziome P-7a i P-7b).
Częścią pobocza jest także pas awaryjny.